# Gymnura australis
Gymnura australis е вид акула от семейство Gymnuridae. Видът не е застрашен от изчезване.

## Разпространение и местообитание
Разпространен е в Австралия (Западна Австралия, Куинсланд, Нов Южен Уелс и Северна територия), Индонезия (Малки Зондски острови) и Папуа Нова Гвинея.
Обитава крайбрежията на морета. Среща се на дълбочина от 10 до 155 m, при температура на водата от 20,3 до 28,2 °C и соленост 33,9 – 35,4 ‰.